# Gundlebosjön
Gundlebosjön är en sjö i Vänersborgs kommun i Västergötland och ingår i Bäveåns huvudavrinningsområde. Sjön är 9 meter djup, har en yta på 0,473 kvadratkilometer och är belägen 51,6 meter över havet. Sjön avvattnas av vattendraget Gundleboån. Sjön, tillsammans med bland annat de närliggande Grind och Boteredssjön, ingår i en planerad kanal mellan Uddevalla och Vänersborg som har diskuteras sedan 1800-talet och som fortfarande diskuteras, men ännu inte byggts.

## Delavrinningsområde
Gundlebosjön ingår i det delavrinningsområde (647556-128563) som SMHI kallar för Mynnar i Bäveån. Medelhöjden är 75 meter över havet och ytan är 40,53 kvadratkilometer. Det finns inga avrinningsområden uppströms utan avrinningsområdet är högsta punkten. Gundleboån som avvattnar avrinningsområdet har biflödesordning 2, vilket innebär att vattnet flödar genom totalt 2 vattendrag innan det når havet efter 18 kilometer. Avrinningsområdet består mestadels av skog (53 procent), öppen mark (15 procent) och jordbruk (22 procent). Avrinningsområdet har 1,07 kvadratkilometer vattenytor vilket ger det en sjöprocent på 2,6 procent.